# Fourcès
Fourcès település Franciaországban, Gers megyében. Lakosainak száma 261 fő (2022. január 1.). Fourcès Lannes, Mézin, Larroque-sur-l’Osse, Poudenas és Montréal községekkel határos.

## Népesség
A település népességének változása:
| Lakosok száma | 468  | 356  | 324  | 298  | 274  | 269  | 260  | 261  | 262  | 261  |
|               | 1968 | 1982 | 1990 | 2006 | 2013 | 2015 | 2017 | 2019 | 2020 | 2022 |